# Облатки Успіння
Місіонерські Облатки Успіння — католицька жіноча релігійна громада, заснована в Німі в 1865 році отцем Еммануелем д'Альзоном (1810–1880), засновником августинців Успіння, або ассумпціоністів, і матір'ю Емануель-Марією від Співчуття (Марі Коренсон, 1842–1900).
Заснована первісно для допомоги допомогти болгарським асумпціоністам, ця громада відкрила для себе пізніше нові області апостольства. З часом Облатки Успіння отримали автономію від «батьківської» організації, зберігши при цьому братську близькість з чоловіками галузі. Метою організації є місіонерська, екуменічна, благодійна, освітня і соціальна діяльність.

## Заснування
Засновниками організації є отець Емануель д'Альзон (1810–1880) і Марі Коренсон (духовне ім'я — мати Марія-Еммануель від Співчуття) (1842–1900), дочка буржуа з Німу, яка народилася в Парижі 28 липня 1842. Була обрана отцем Альзоном як перша верховна настоятелька. Прийняла перші обіти у квітні 1867 у Вігані, а вічні — 18 квітня 1868 в Німі. Вона заклала головний дім організації в Німі на вулиці Сегье у 1873 році і привела його до конгрегації за вказівкою отця Альзона. У 1882 році вона відійшла від влади отця Пікара (новий голова августинців Успіння), і потім формує окрему гілку організації в Парижі. Через погане здоров'я передала повноваження наступниці у 1897 році і померла в Німі 22 липня 1900 року.

## Історія розвитку
Історія Конгрегації Облаток Успіння була відзначена розколом 1882 року від ассумпціоністів. У 1926 році за допомогою отця Жерве Квенарда (керівник ассумпціоністів), були об'єднані дві гілки — з Парижу та Німу раніше поділеними у 1912 році матір'ю Франк (від августинців Провидіння з Бордо або сестер Облаток Божої Розради).
У 1963 році О. А. поглинається нобертинцями з Меніль-Се-Дені, які засновані в 1889 році Мері Гуссон-Каркенак (1865–1897). У червні 1991 року був підписаний союзний указ із гілкою з Бордо.
Таблиця настоятельок Облаток Успіння
| Ім'я настоятельки            | Роки життя | Роки управління | Примітка                                 |
| ---------------------------- | ---------- | --------------- | ---------------------------------------- |
| Мати Берта-Марія від Христа  | 1845-1922  | 1883-1922       | Колишня ассумпціоністка (паризька філія) |
| Мати Берта-Марія Паре        | 1860-1945  | 1922-1926       | Паризька філія                           |
| Мати Маргарет-Марія Шамська  | 1842-1926  | 1897-1926       | Філія Німу                               |
| (відсутня)                   |            | 1926-1936       | Проводилося об'єднання організації       |
| Мати Марія-Михаїіл Райнфрай  | 1870-1943  | 1936-1943       |                                          |
| Мати Марта Формс             | (невідомі) | 1943-1946       |                                          |
| Мати Марія-Августина Вігне   | 1896-1960  | 1946-1969       |                                          |
| Мати Марія-Христина Мерелло  | 1908-      | 1969-1975       |                                          |
| Сестра Марія-Жоржетта Файоль | 1928       | 1975-1993       |                                          |
| Сестра Клара від Хреста      | 1940       | 1993-дотепер    |                                          |

Зараз у Облаток є 513 учасниць в 73 громадах і 10 провінціях і віце-провінціях в 19 країнах: (Велика Британія, Бельгія, Болгарія, Бразилія, Буркіна-Фасо, Демократичній Республіці Конго, Південна Корея, Кот-д'Івуар, Франція (з 1865 року), Ірландія, Ізраїль, Італія, Нідерланди, Парагвай, Румунія, Росія, Руанда, Танзанія, Туреччина (з 1868 року).